# Der Fluch (groupe)
Pour les articles homonymes, voir Der Fluch.
Der Fluch est un groupe allemand de synthpop, originaire de Leverkusen.

## Histoire
Au début, la musique était influencée par des groupes de psychobilly comme The Cramps et The Meteors, et bien sûr par OHL. Leur premier album sort en 1982 sur Rock-O-Rama. La même année, ils sortent le single Gesandter des Grauens. Der Fluch participe également à la première compilation Die Deutschen kommen de Rock-O-Rama.
Pendant 12 ans, le groupe est resté en veilleuse, jusqu'à la sortie du CD Für immer en 1994. Le style musical avait changé, devenant plus dur. Les textes sont toujours influencés par les Hammer-Filme et les films de série B des Universal Pictures. En 1994, la chanson Betet für uns sort sur la compilation Godfathers of German Gothic, rendant ainsi hommage à l'influence de Der Fluch sur la scène rock gothique allemande. Trois autres albums du groupe sortent jusqu'en 2002. Der Fluch participe également à plusieurs compilations, notamment les séries Willkommen-zur-Alptraummelodie et Soundtracks-zum-Untergang.
Le groupe existe toujours, mais ne joue que sporadiquement en live. En 2007, plusieurs concerts live avec Xandria et Lacrimas Profundere sont annulés, car le groupe était « trop peu chrétien » pour l'organisateur. Le groupe de musique participe au Wave-Gotik-Treffen la même année. Ils y ont également joué un morceau d'OHL (Pacte de Varsovie). Geschichten aus der Gruft contient, outre trois nouvelles chansons, des réenregistrements de chansons des premières œuvres du groupe.

## Accueil
Bien que le groupe ait été l'un des premiers à ajouter au punk allemand des paroles semblables à celles de Misfits, on s'est d'abord moqué d'eux en Allemagne. Les premières œuvres sont considérées comme des raretés recherchées, mais ne se sont pas bien vendues à l'époque. 

## Discographie
- 1982 : Der Fluch
- 1982 : Die Gesandten des Grauens (single)
- 1994 : Für immer
- 1996 : Im Feuer der Liebe
- 1998 : Verlorene Seelen
- 2000 : Sünde
- 2002 : Die Nacht des Jägers
- 2007 : Geschichten aus der Gruft
- 2008 : Im Dorf der Verdammten
- 2014 : Verflucht
- 2015 : Lebendig begraben! (DVD)